# Aaron Temkin Beck
Pour les articles homonymes, voir Beck.
Aaron Temkin Beck, né le 18 juillet 1921 à Providence et mort le 1er novembre 2021 à Philadelphie, est un psychiatre américain et professeur émérite de l'Université de Pennsylvanie.
Il est considéré comme le père de la thérapie cognitive et de critères d'évaluation mondialement utilisés (dont Beck Depression Inventory (BDI), Beck Hopelessness Scale, Beck Scale for Suicidal Ideation (BSS), Beck Anxiety Inventory (BAI) et Beck Youth).
American Psychologist le classe dans les 5 psychiatres les plus influents de tous les temps. Il est aussi considéré comme une des personnes les plus influentes dans le champ de la santé mentale et de la psychiatrie en Amérique.

## Biographie

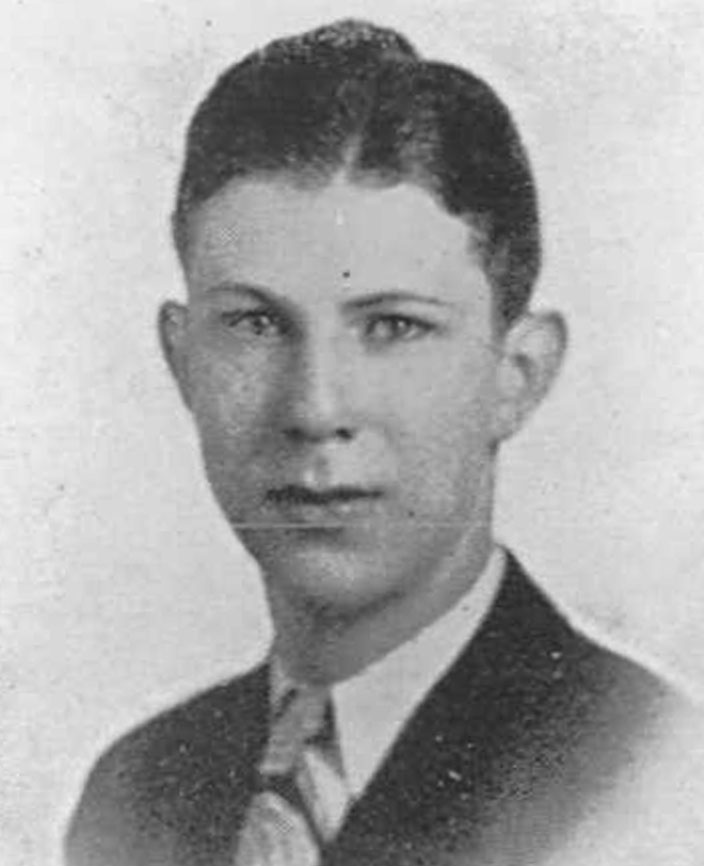
Aaron T. Beck, annuaire du lycée Hope, 1939

Né de parents juifs Ashkénazes ukrainiens, Elizabeth Temkin et Harry Beck, à Rhode Island, Beck est le cadet de 4 enfants. Il fait ses études à l'Université Brown où il sort diplômé en 1942, avant de recevoir son doctorat en médecine à l'Université Yale en 1946,.
Beck s'était initialement inscrit en psychiatrie à Yale mais a été découragé par ses premiers cours sur la psychanalyse, qu'il considérait comme du "nonsense". Finalement, après avoir un stage en psychiatrie, il devient fasciné par cette approche et passe sa première partie de carrière à étudier et faire de la recherche sur celle-ci, en particulier sur le traitement de la dépression. Cependant après plusieurs années à travailler sur la psychanalyse, il en conclut que l'approche manque de rigueur scientifique, de structure et de preuves empiriques. Il se concentre alors sur l'approche cognitive, et intensifie ses recherches dans ce domaine après avoir accepté un poste dans le service de psychiatrie de l'Université de Pennsylvanie.
Il fonde l'Institut Beck avec sa fille en 1994, pour la recherche et la thérapie cognitive. Selon cet institut, plus de 2000 études ont démontré l'efficacité des thérapies comportementales et cognitives.
Il meurt le 1er novembre 2021 chez lui à Philadelphie, à l'âge de 100 ans.

## Organisations
Il était le fondateur et président émerite le l'institut Beck pour les sciences cognitives et directeur en recherche sur les psychopathologies. En 1986, il était chercheur associé à l'Université d'Oxford. 
Beck était impliqué dans les recherches de l'université de Pennsylvanie. Il y donnait une conférences toutes les deux semaines à l'institue Beck pour les résidents en psychiatrie, les étudiants et professionnels de la santé. Il est élu membre de l'académie americaine des arts et de la science en 2007.

## Vie personnelle
Beck se marie en 1950 à Phyllis W. Beck, et auront ensemble quatre enfants : Roy, Judith, Dan et Alice. Sa femme fut la première juge femme à la cour d'appel du Commonwealth of Pennsylvania. Leur fille, Alice Beck Dubow, deviendra également juge à cette cour, tandis que Judith S. Beck deviendra thérapeute.

## Travaux
Beck développa plusieurs échelles d'évaluation, et publia plus de 6 000 articles et 24 livres durant sa carrière.
On lui attribue la « triade de Beck », décrivant les facteurs alimentant de la dépression majeure, soit des idées négatives sur soi-même (1), le monde (2) et le futur (3).
Il décrit la notion de schémas cognitifs, filtres à travers lesquels l'expérience est perçue et évaluée, à l'origine de pensées automatiques.
Chez les patients déprimés, Beck remarque que le traitement des informations est biaisé par des erreurs cognitives qui génèrent plutôt des pensées automatiques négatives.
Beck préconise des techniques cognitives visant la modification ou l'assouplissement des pensées négatives dans le cadre d'une alliance thérapeutique sur un modèle humaniste et empathique qui consiste en une coopération patient/thérapeute (empirisme collaboratif) centrée sur l'ici et maintenant.

## Prix et récompenses
- Le prix James McKeen Cattell Fellow, en 1992.
- Le prix Joseph Zubin Award, en 1999.
- Le Prix Albert-Lasker pour la recherche médicale clinique, en 2006.
- Le prix Sigmund Freud en 2010[8].
- Lienhard Award de l'Institut de médecine.
- Kennedy Community Health Award en 2013.